# 스티브 무니에
스티브 미셸 무니에(프랑스어: Steve Michel Mounié, 1994년 9월 29일 ~ )는 베냉의 축구 선수로, 현재 그가 주장하는 리그 1의 브레스투아와 베냉 축구 국가대표팀에서 공격수로 활약하고 있다.

## 구단 경력

### 몽필리에
몽펠리에는 몽펠리에 유소년 아카데미 출신이다. 그는 2014년 10월 28일 AC 아작시오와의 2014-15년 쿠프 드 라리그 32강 홈경기에서 86분만에 장 데자와 교체되어 1군 데뷔 전을 치렀고, 몽펠리에는 1-0으로 패했다.
2015년 8월 31일, 무니에는 리그 2의 님 올랭피크로 2015-16 시즌 잔여 기간동안 임대되었다. 그는 33경기에 출전하여 11골을 넣으며 클럽의 득점왕에 올랐다.
2016년 6월 29일, 무니에는 몽펠리에와의 계약을 2019년 6월 30일까지 2년 연장했다.
2017년 3월 11일, 무니에는 3-2로 패한 낭트와의 홈경기에서 리그 1 5경기 연속골을 기록하였고, 이 골은 시즌 13호골이었다.

### 허더즈필드 타운
2017년 7월 5일, 무니에는 1,300만 유로의 기록적인 이적료에 4년 계약을 맺고 프리미어리그로 승격한 허더즈필드 타운에 합류했다. 이 기록적인 이적료는 1주 전에 맨체스터 시티의 에런 무이에게 지불했던 800만 파운드 (초기 이적료)를 뛰어넘었다.
2017년 8월 12일, 무니에는 크리스털 팰리스에서 열린 허더즈필드와의 리그 첫 경기에서 두 골을 넣으며 데뷔 전을 치렀다.  2018년 2월 11일, 그는 4-1로 이긴 AFC 본머스와의 안방 경기에서 골을 넣었고, 무이를 어시스트하며 자책골을 기록했다.

### 브레스투아
2020년 9월 9일, 무니에는 리그 1의 브레스투아와 계약했다.

## 국가대표팀 경력
2019년 아프리카 네이션스컵에서 베냉 국가대표팀 선수로 활약하였고, 팀은 8강에 진출하였다.